# Mountelgonia lumbuaensis
Mountelgonia lumbuaensis is een vlinder uit de familie van de Metarbelidae. De wetenschappelijke naam van de soort is voor het eerst gepubliceerd in 2013 door Ingo Lehmann.
De spanwijdte bedraagt 24-25 millimeter.
De soort komt voor in Kenia.